# Abbotsford (Wisconsin)
Abbotsford è un comune degli Stati Uniti d'America, situato in Wisconsin e in particolare tra la Contea di Clark e la Contea di Marathon. Secondo il censimento del 2020 la popolazione era formata da 2.270 persone.
La città è stata costituita nel 1965.

## Geografia fisica
Secondo l'Ufficio del censimento degli Stati Uniti d'America, la città ha una superficie totale di 2,71 miglia quadrate (7,02 km²), costituiti interamente da terraferma.